# Mokreć (obwód kijowski)
Mokreć (ukr. Мокрець) – wieś na Ukrainie, w obwodzie kijowskim, w rejonie browarskim. W 2001 liczyła 1004 mieszkańców.